# 天皇陛下御在位二十年記念式典

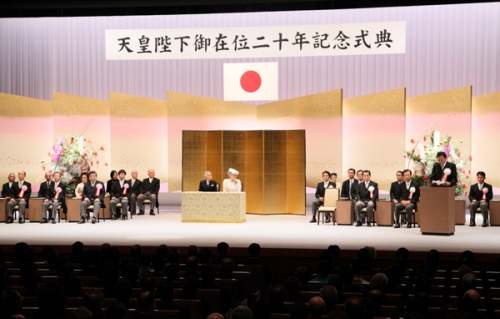
天皇陛下御在位二十年記念式典で式辞を述べる鳩山由紀夫内閣総理大臣

天皇陛下御在位二十年記念式典（てんのうへいかございいにじゅうねんきねんしきてん、英語: The Commemoration Ceremony of the Twentieth Anniversary of His Majesty the Emperor's Accession to the Throne）は、2009年（平成21年）11月12日に、当時の日本の天皇であった明仁の在位20年を記念して開催された式典である。

## 概要

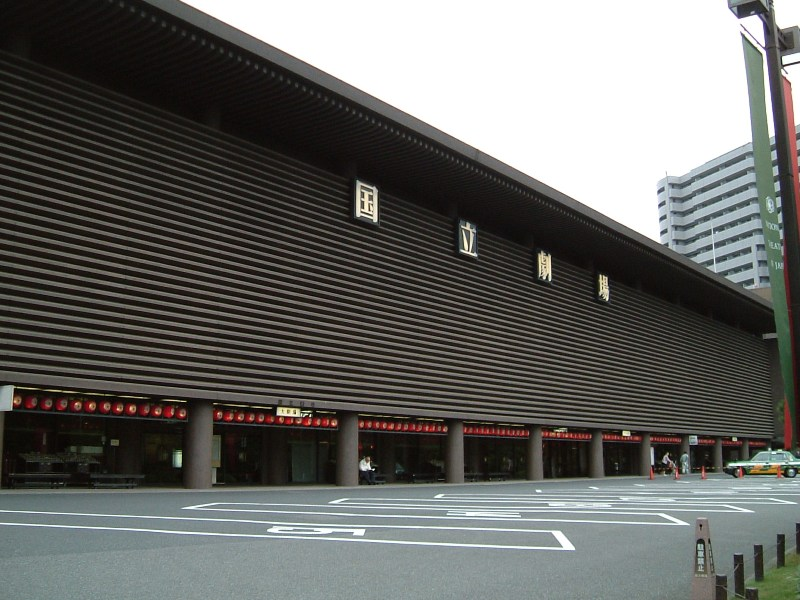
天皇陛下御在位二十年記念式典が開催された国立劇場

第125代天皇明仁が1989年（平成元年）に即位してから20年が経過したことから、在位20年を祝うための式典が挙行されることになった。2009年（平成21年）10月6日、鳩山由紀夫内閣の閣議決定に基づき、政府が主催する式典を開催することが決定した。同年11月12日、東京都千代田区の国立劇場にて、天皇、皇后臨席のもとに式典が開催され、三権の長ら各界の代表者が出席した。なお、開催日が11月12日とされたのは、1990年（平成2年）11月12日に即位礼正殿の儀が行われたことに因んでいる。

## 内容
主催者である内閣を代表し、内閣総理大臣の鳩山由紀夫が式典委員長として式辞を述べた。また、三権の長である衆議院議長の横路孝弘、参議院議長の江田五月、最高裁判所長官の竹﨑博允が祝辞を述べた。また、閣内で副総理に位置づけられているため、国家戦略担当大臣、内閣府特命担当大臣（経済財政政策、科学技術政策担当）の菅直人が開会の辞などを担当した。
式典では新潟県知事の泉田裕彦が新潟県中越地震の被災者を代表して挨拶し、理化学研究所理事長の野依良治が科学者や芸術関係者を代表して挨拶するなど、各界を代表する人物が出席した。なお、堤剛、樫本大進、小山実稚恵、高島明彦、杉並児童合唱団、鮫島有美子らによって、『ピアノ三重奏曲第1番』などの演奏や唄が披露された。また、天皇や皇后が関心を持つ分野に縁のある出席者として、河合純一、中村哲、池内淳子、中村美里らが紹介された。そのほかにも、会場には数学者の藤原正彦、棋士の米長邦雄、漫画家の小林よしのりら各界の幅広い人物が招待された。
式典では天皇がおことばを述べ、自然災害による犠牲者を悼み国民の労苦を労うとともに、戦争の惨禍に触れたうえで平和と繁栄を実現するには各国の協力と努力が不可欠であるとの考えを示した。また、日本が抱える諸問題について、国民の叡智を集め相互に協力することで諸課題を解決してほしいとの考えを示した。